# Lepetani

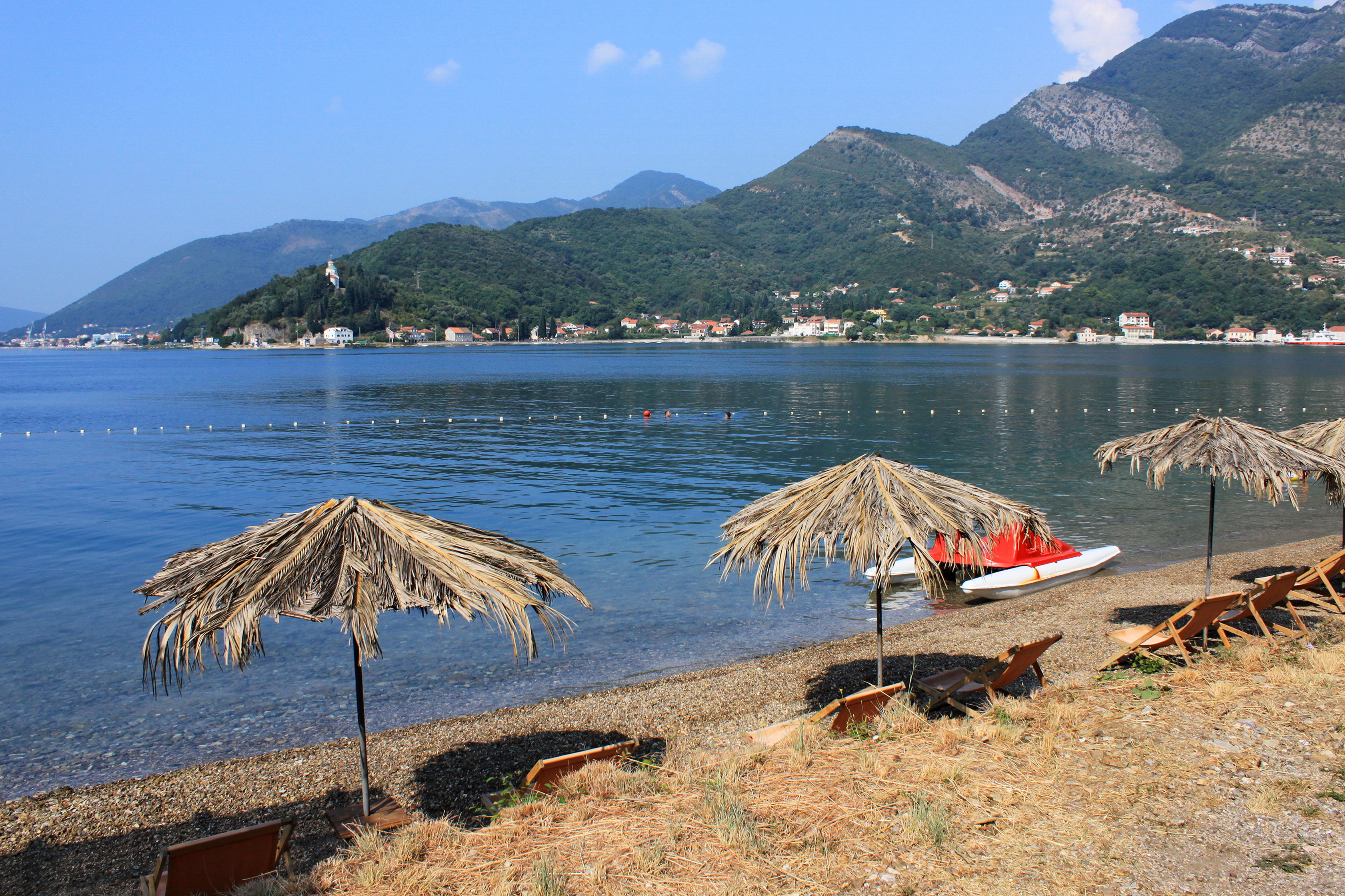
Détroit de Verige

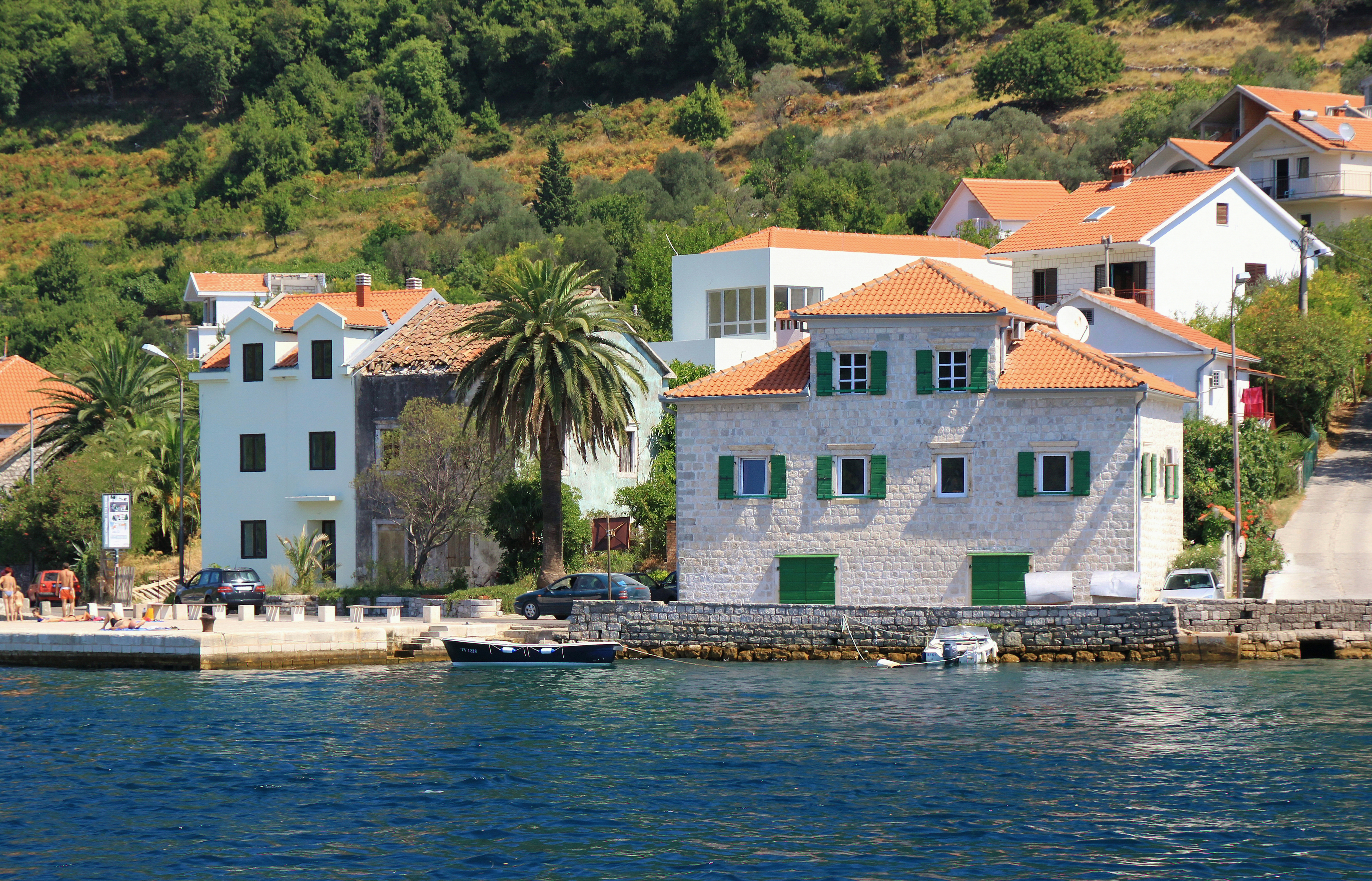
Vue sur le village

Lepetani (en serbe cyrillique : Лепетани) est un village du sud-ouest du Monténégro, dans la municipalité de Tivat.

## Démographie

### Évolution historique de la population
| 1948 | 1953 | 1961 | 1971 | 1981 | 1991 | 2003 |
| ---- | ---- | ---- | ---- | ---- | ---- | ---- |
| 269  | 289  | 288  | 243  | 233  | 221  | 194  |